# Lliga de Teheran de futbol
La Lliga de Teheran de futbol o Lliga de la Província de Teheran fou la principal competició futbolística del país fins a la dècada de 1970 i actualment cinquè nivell de la piràmide futbolística iraniana.

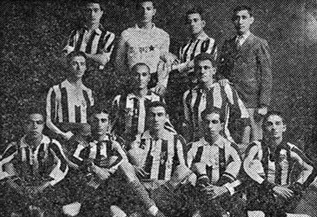
Tehran Club, campió el 1935-36.

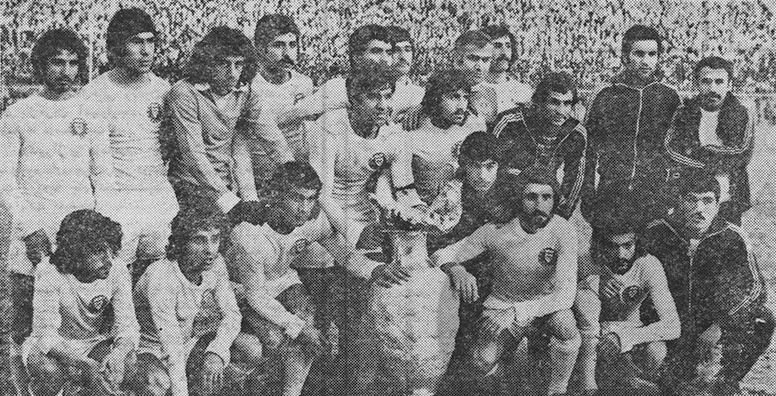
Daraei, campió el 1974-75.

Va ser creat l'any 1920. Entre 1973 i 1979 es creà la Copa Takht Jamshid, que fou la màxima competició nacional, convertint-se el campionat de Teheran en una lliga de segona divisió. Després de la revolució iraniana de 1979 el campionat nacional deixà de disputar-se i la lliga de Teheran es convertí, de facto, novament en la màxima competició nacional. A la dècada de 1990 es creà novament el campionat nacional, relegant la lliga de Teheran a categories inferiors.

## Historial
Font:
Primera categoria
- 1920-21: British ETC [a]
- 1921-22: desconegut
- 1922-23: Bank Shahi
- 1923-24: Iran Club [b]
- 1924-25: Tehran Club [b]
- 1925-26: Tehran Club
- 1926-30: desconegut
- 1930-31: Tofan
- 1931-32: Tofan
- 1932-33: Tadyoun
- 1933-34: Tadyoun
- 1934-35: Tadyoun
- 1935-36: Tehran Club
- 1936-37: Tofan
- 1937-38: Tehran Club
- 1938-39: desconegut
- 1939-40: Sarbaz
- 1940-41: Sarbaz
- 1941-42: Daraei
- 1942-43: Daraei
- 1943-44: Tofan
- 1944-45: desconegut
- 1945-46: no finalitzà
- 1946-47: Sarbaz
- 1947-48: Daraei
- 1948-49: desconegut
- 1949-50: Taj [c]
- 1950-51: no es disputà
- 1951-52: Taj
- 1952-53: Nader FC
- 1953-54: Shoa
- 1954-55: Shoa
- 1955-57: no es disputà
- 1957-58: Taj
- 1958-59: Shahin
- 1959-60: Taj
- 1960-61: Taj
- 1961-62: Taj
- 1962-63: Daraei
- 1963-64: Taj
- 1964-65: no es disputà
- 1965-66: Shahin
- 1966-67: PAS
- 1967-68: Daraei
- 1968-69: Taj (?)
- 1969-70: Paykan
- 1970-71: Taj (?)
- 1971-72: Taj
- 1972-73: Taj

Segona categoria
- 1973-74: Homa
- 1974-75: Daraei
- 1975-76: Shahbaz
- 1976-77: Dejban
- 1977-78: Ekbatan
- 1978-79: Akam

Primera categoria
- 1979-80: no finalitzà [d]
- 1980-81: no finalitzà [e]
- 1981-82: Homa
- 1982-83: Persepolis
- 1983-84: Esteghlal
- 1984-85: no finalitzà [f]
- 1985-86: Esteghlal
- 1986-87: Persepolis
- 1987-88: Persepolis
- 1988-89: Persepolis
- 1989-90: Persepolis
- 1990-91: Persepolis
- 1991-92: Esteghlal

Categories inferiors
- 1992-01: tercera divisió
- 2001-18: cinquena divisió